# Jordanien i olympiska sommarspelen 2020
Jordanien deltog med 14 deltagare i åtta grenar vid de olympiska sommarspelen 2020 i Tokyo. De vann en silvermedalj i herklassen i taekwondo och en bronsmedalj i herrklassen i karate.

## Medaljer
| Medalj | Namn                   | Sport     | Gren                    |
| ------ | ---------------------- | --------- | ----------------------- |
| Silver | Saleh Al-Sharabaty     | Taekwondo | Herrarnas 80 kg         |
| Brons  | Abdelrahman Al-Masatfa | Karate    | Herrarnas 67 kg, Kumite |